# Jonathan Myerson
Jonathan Myerson (* 12. Januar 1960 in Cardiff) ist ein britischer Schriftsteller, Hörspiel- und Drehbuchautor, Journalist und ehemaliger Lokalpolitiker.

## Leben
Myerson studierte an der University of Oxford und war zunächst als Dramatiker tätig. Sein erstes Stück wurde Making a Difference, das im Auftrag der Oxford Playhouse Company entstand. Für das National Theatre folgte das Stück Diary Of A Nobody. Myerson war zudem als Hörspielautor für die BBC tätig, verfasste Theaterrezensionen und schrieb zwei Romane, Noise (1998) und Your Father (2000). Zudem war er Drehbuchautor für verschiedene Fernsehserien, darunter die populäre Serie EastEnders. Für die Animationsreihe The Canterbury Tales nach Geoffrey Chaucer, bei der er Regie führte und für die er das Drehbuch schrieb, wurde Myerson 1999 für einen Oscar in der Kategorie Bester animierter Kurzfilm nominiert und gewann im selben Jahr einen BAFTA für den Besten animierten Kurzfilm.
Myerson unterrichtete an der Bournemouth University, der Arvon Foundation und der von ihm mitbegründeten Literaturberatungsfirma The Writer’s Practice. Er ist als Dozent für Kreatives Schreiben (Roman) an der City University London tätig.
Myerson war von 2002 bis 2006 Stadtrat für den London Borough of Lambeth und verarbeitete seine Erfahrungen im Amt in einer Kolumne, die in der Zeitung The Guardian erschien. Er ist mit Autorin Julie Myerson verheiratet; der Ehe entstammen drei Kinder.

## Filmografie
Als Drehbuchautor:
- 1990, 1996: Jupiter Moon (TV-Serie, fünf Folgen)
- 1991–1996: The Bill (TV-Serie, elf Folgen)
- 1993: EastEnders (TV-Serie, zwei Folgen)
- 1996: Testament: The Bible in Animation (TV-Serie, zwei Folgen)
- 1998, 2000: The Canterbury Tales (Animationsfilmreihe, drei Folgen)
- 1998: Tell – Im Kampf gegen Lord Xax (The Legend of William Tell) (TV-Serie, zwei Folgen)
- 2005: Holby City (TV-Serie, zwei Folgen)